# Secrétariat permanent de l'observatoire national de prévention et de gestion des conflits communautaires
 (août 2025).
La mise en forme du texte ne suit pas les recommandations de Wikipédia : il faut le « wikifier ».
Les points d'amélioration suivants sont les cas les plus fréquents. Le détail des points à revoir est peut-être précisé sur la page de discussion.
- Les titres sont pré-formatés par le logiciel. Ils ne sont ni en capitales, ni en gras.
- Le texte ne doit pas être écrit en capitales (les noms de famille non plus), ni en gras, ni en italique, ni en « petit »…
- Le gras n'est utilisé que pour surligner le titre de l'article dans l'introduction, une seule fois.
- L'italique est rarement utilisé : mots en langue étrangère, titres d'œuvres, noms de bateaux, etc.
- Les citations ne sont pas en italique mais en corps de texte normal. Elles sont entourées par des guillemets français : « et ».
- Les listes à puces sont à éviter, des paragraphes rédigés étant largement préférés. Les tableaux sont à réserver à la présentation de données structurées (résultats, etc.).
- Les appels de note de bas de page (petits chiffres en exposant, introduits par l'outil «  Source ») sont à placer entre la fin de phrase et le point final[comme ça].
- Les liens internes (vers d'autres articles de Wikipédia) sont à choisir avec parcimonie. Créez des liens vers des articles approfondissant le sujet. Les termes génériques sans rapport avec le sujet sont à éviter, ainsi que les répétitions de liens vers un même terme.
- Les liens externes sont à placer uniquement dans une section « Liens externes », à la fin de l'article. Ces liens sont à choisir avec parcimonie suivant les règles définies. Si un lien sert de source à l'article, son insertion dans le texte est à faire par les notes de bas de page.
- La présentation des références doit suivre les conventions bibliographiques. Il est recommandé d'utiliser les modèles {{Ouvrage}}, {{Chapitre}}, {{Article}}, {{Lien web}} et/ou {{Bibliographie}}. Le mode d'édition visuel peut mettre en forme automatiquement les références.
- Insérer une infobox (cadre d'informations à droite) n'est pas obligatoire pour parachever la mise en page.

Pour une aide détaillée, merci de consulter Aide:Wikification.
Si vous pensez que ces points ont été résolus, vous pouvez retirer ce bandeau et améliorer la mise en forme d'un autre article.
 (juillet 2025).
Le Secrétariat permanent de l'observatoire national de prévention et de gestion des conflits communautaires (SP-ONAPREGECC) est un organe public burkinabè chargé de l’alerte, de la veille, de la prévention et de la gestion intégrée des conflits communautaires au Burkina Faso. 

## Historique
Le SP-ONAPREGECC a été créé par le décret n°2015-1645/PRES/TRANS/PM/MJDHPC/MATD/MEF du 28 décembre 2015 qui définit sa composition, ses attributions et son mode de fonctionnement. 
Cette création fait suite à la recrudescence des conflits communautaires qui déchirent le vivre-ensemble et menacent la stabilité du Burkina Faso. Pour ce faire, Il est conçu comme une réponse structurelle du gouvernement pour renforcer la cohésion sociale et promouvoir la paix dans le pays.

## Organisation et fonctionnement

### Organisation
Le SP-ONAPREGECC s’articule autour d’une structure décentralisée comprenant :
- un conseil national ;
- des observatoires régionaux ;
- des observatoires provinciaux ;
- des observatoires départementaux ;
- et des observatoires villageois ou sectoriels[4].

### Fonctionnement
Il est dirigé par un secrétariat permanent chargé de la coordination et de la gestion au quotidien. Ce secrétariat permanent est placé sous la responsabilité d’un secrétaire permanent nommé en conseil des ministres.
Des observatoires locaux sont installés pour rapprocher la surveillance et la gestion des conflits des populations affectées, fournissant des données essentielles à l’analyse et à la résolution rapide des tensions.

## Missions
Les missions principales de SP-ONAPREGECC sont :
- recueillir, analyser et diffuser les données relatives aux conflits communautaires sur l’ensemble du territoire national ;
- évaluer périodiquement la situation des conflits, en particulier dans les régions à risque élevé ;
- déclencher l’alerte précoce pour prévenir l’escalade de tensions ;
- promouvoir et contribuer à la résolution pacifique des conflits par des mécanismes endogènes de médiation et dialogue ;
- sensibiliser et former les acteurs locaux, y compris autorités, leaders communautaires et société civile, aux bonnes pratiques de prévention et de gestion des conflits[7].

## Liste des secrétaires permanents
Depuis sa création, les différents secrétaires permanents du SP-ONAPREGECC sont : 
- 2019-2021 : Louise Anne GO[8] ;

- 2021 : Korotimi Kaboré/Ouangré[9],[10].